# Grevillea triternata
Grevillea triternata är en tvåhjärtbladig växtart som beskrevs av Robert Brown. Grevillea triternata ingår i släktet Grevillea och familjen Proteaceae. Inga underarter finns listade i Catalogue of Life.